# Vratič
Vratič (Tanacetum) je rod zahrnující asi 160 druhů hvězdnicovitých rostlin. Vyskytují se v oblasti Středomoří, v centrální i východní Asii a v části severní Ameriky. Obvykle se jedná o vytrvalé byliny, ale několik z nich jsou jednoleté byliny či naopak polokeře. Typickým rysem rodu je odění tvořené na bázi či až k prostředku přirostlými chlupy, někdy větvenými. Úbory, často diskovitého tvaru, jsou uspořádány jednotlivě či v různě těsných chocholičnatých latách (kytkách).
Podle fylogenetických dat se rod zdá býti monofyletickým a dobře vymezeným, ale jen pokud z něj jsou vyřazeny druhy T. tatsienense a T. microphyllum. Také T. paradoxum je ostatním členům tohoto rodu jen vzdáleně příbuzný.

## Název
Etymologický původ vědeckého rodového jména Tanacetum není jasný. Ve střední Evropě se objevilo až v 9. století (například v díle Capitulare de villis vel curtis imperii je uváděno jako Tanazita) a zpravidla se odvozuje ze složeniny řeckých slov tanaos (tj. dlouhý, velký, vytrvalý) a akeomai (tj. léčím), případně athanasia (tj. nesmrtelnost). Základ názvu tanaos odkazuje ke skutečnosti, že si uschlé květy rostliny zachovávají svůj tvar a barvu.
České rodové jméno vratič pochází ze staroslověnského slova vrátyč. Velmi podobně se rostlina nazývá i v ostatních slovanských jazycích (v polštině jde o wrotycz, ve slovinštině o vratič, v srbochorvatštině o vratiš nebo povratič, v ukrajinštině o vorotyč). Jeden z výkladů českého názvu má svůj původ v lidových pověrách, které vratiči přisuzovaly čarodějnou moc. Podle nich pomáhá k šťastnému návratu z cest domů, k vyléčení nevěry a návratu k milované osobě. Druhý odvozuje jeho název ze zvracení, které po nadměrném požití vratiče mimo jiné nastává.

## Fotogalerie druhů

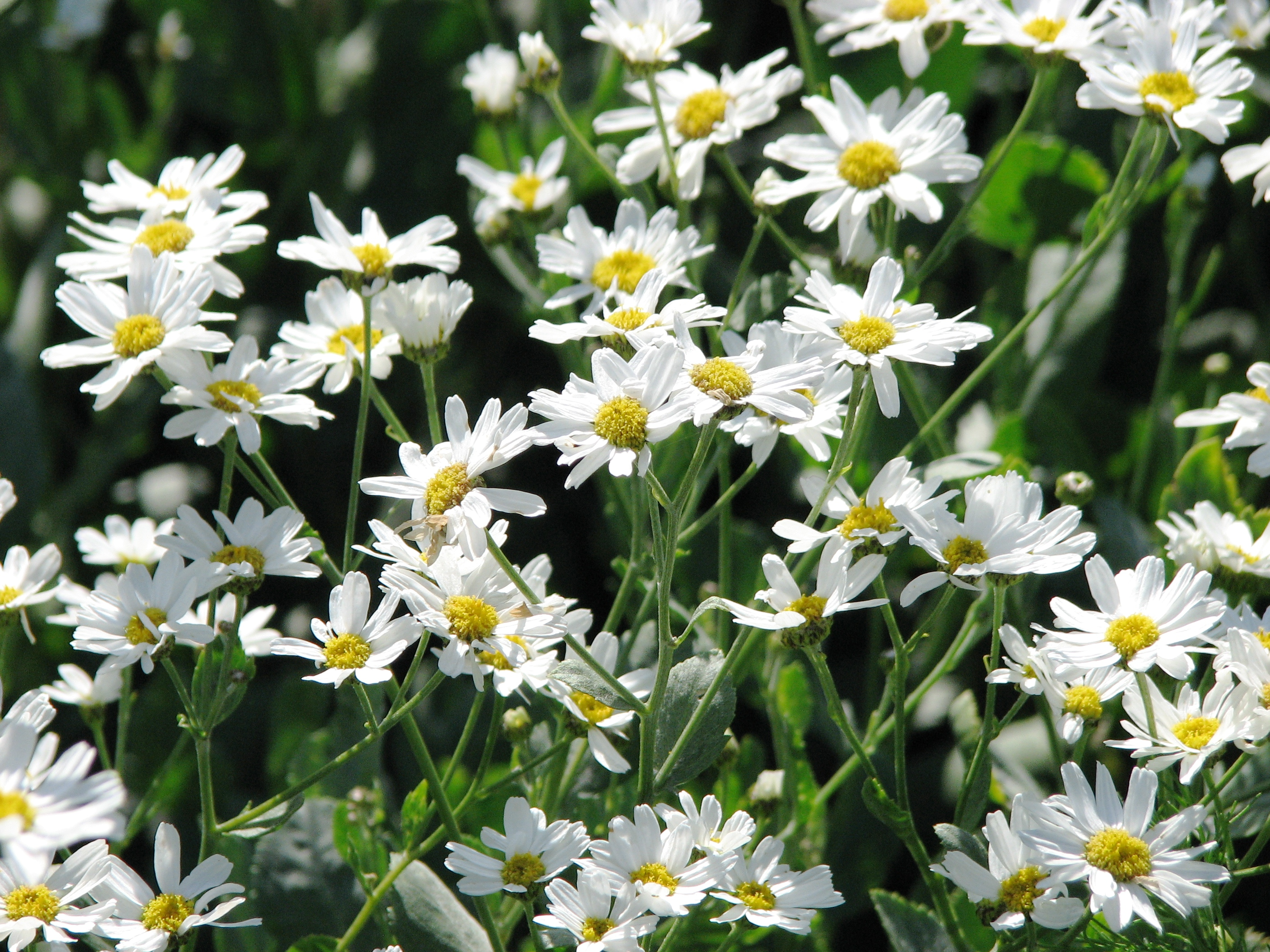
Tanacetum balsamita
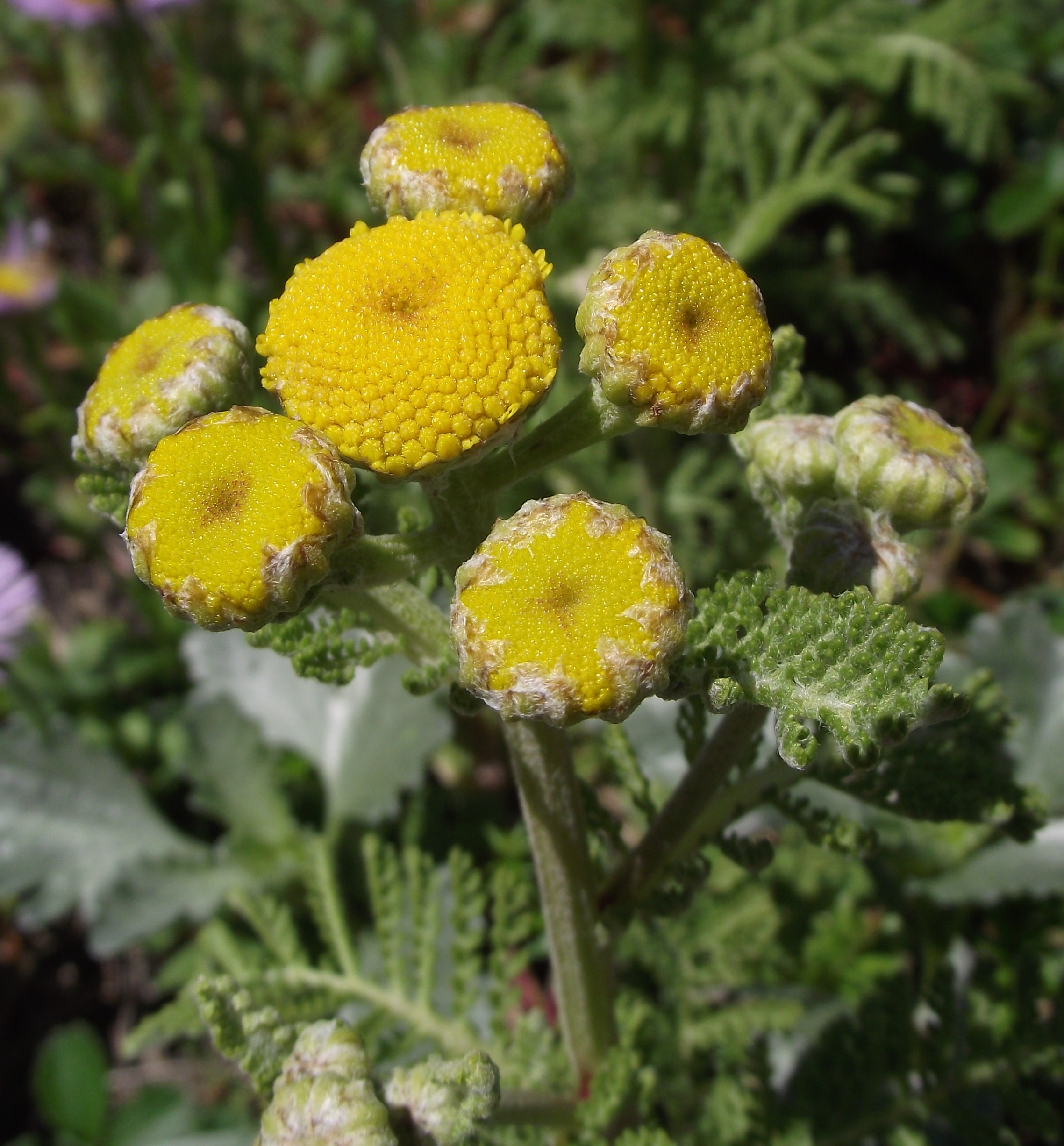
Tanacetum camphoratum
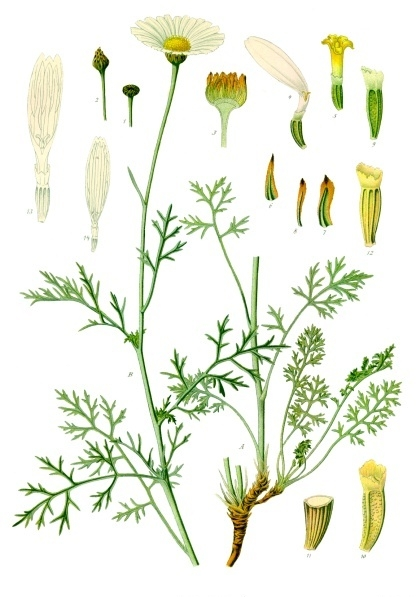
Tanacetum cinerariifolium
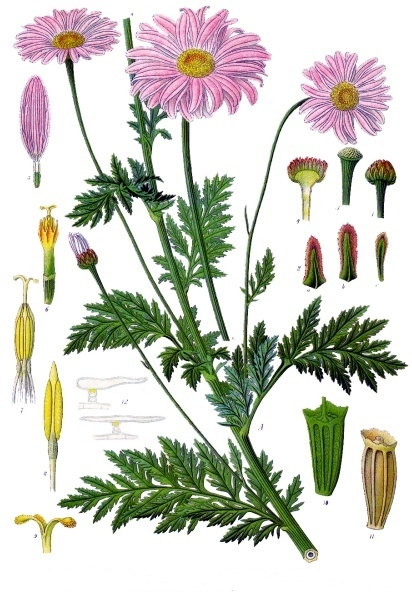
Tanacetum coccineum
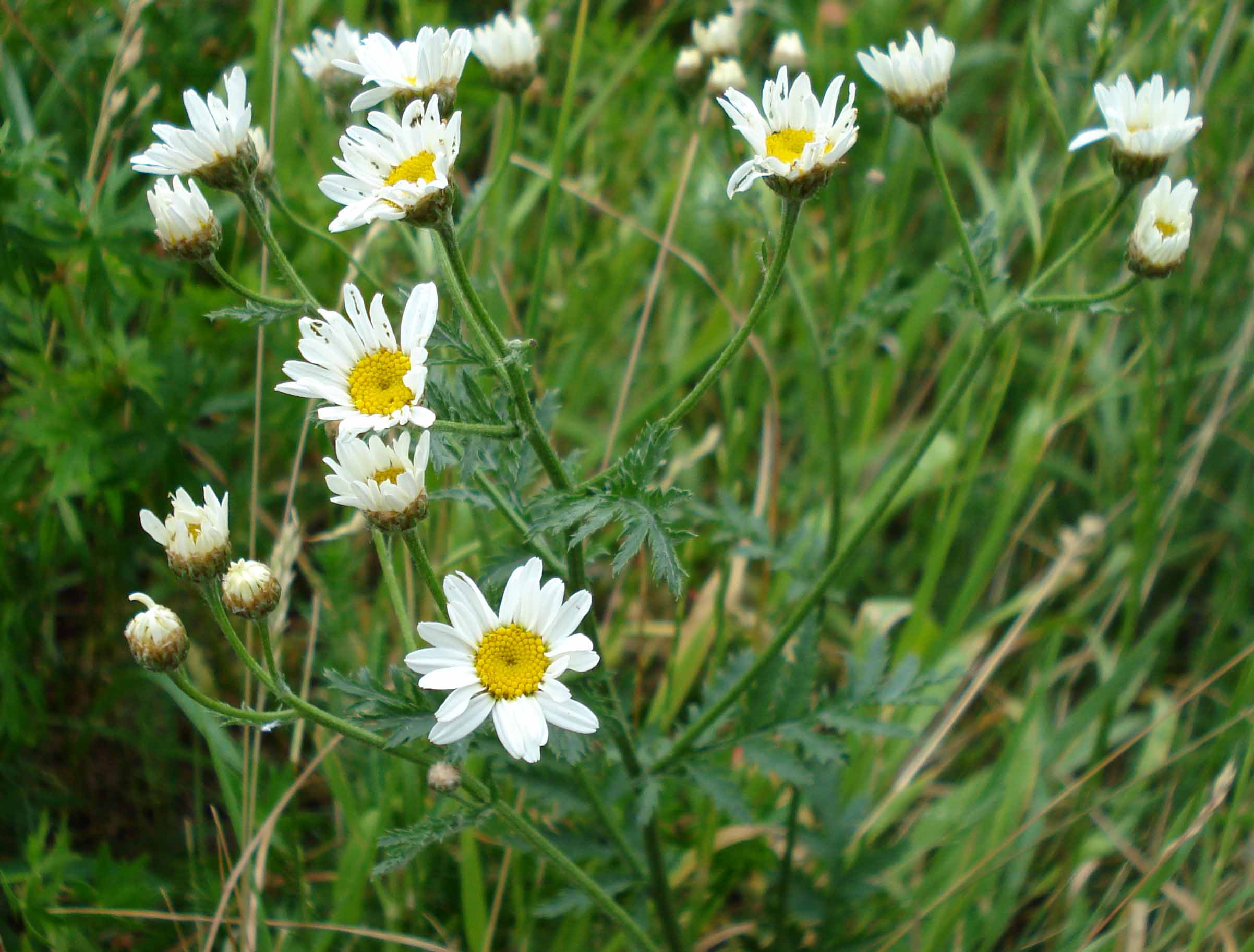
Tanacetum corymbosum
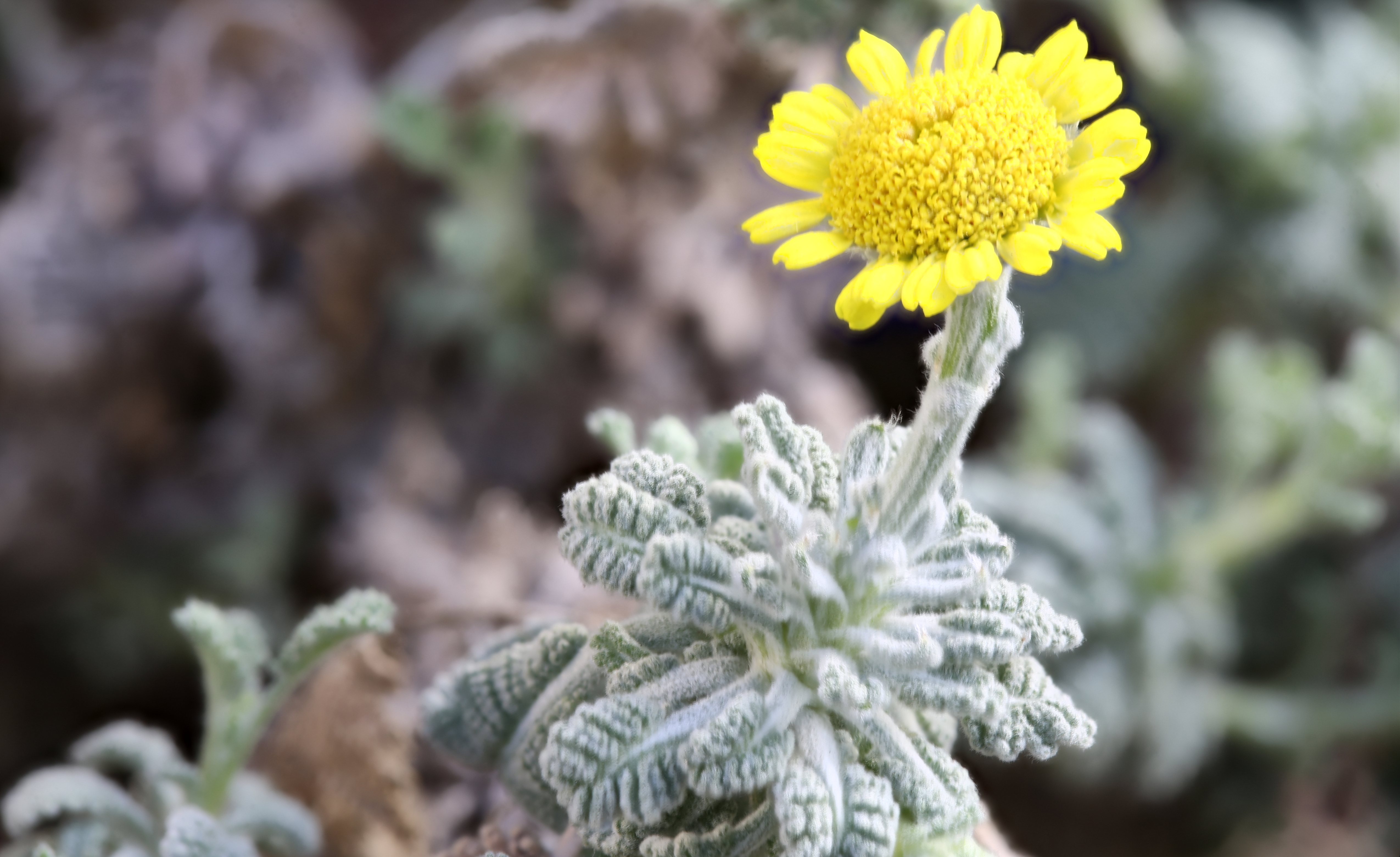
Tanacetum densum
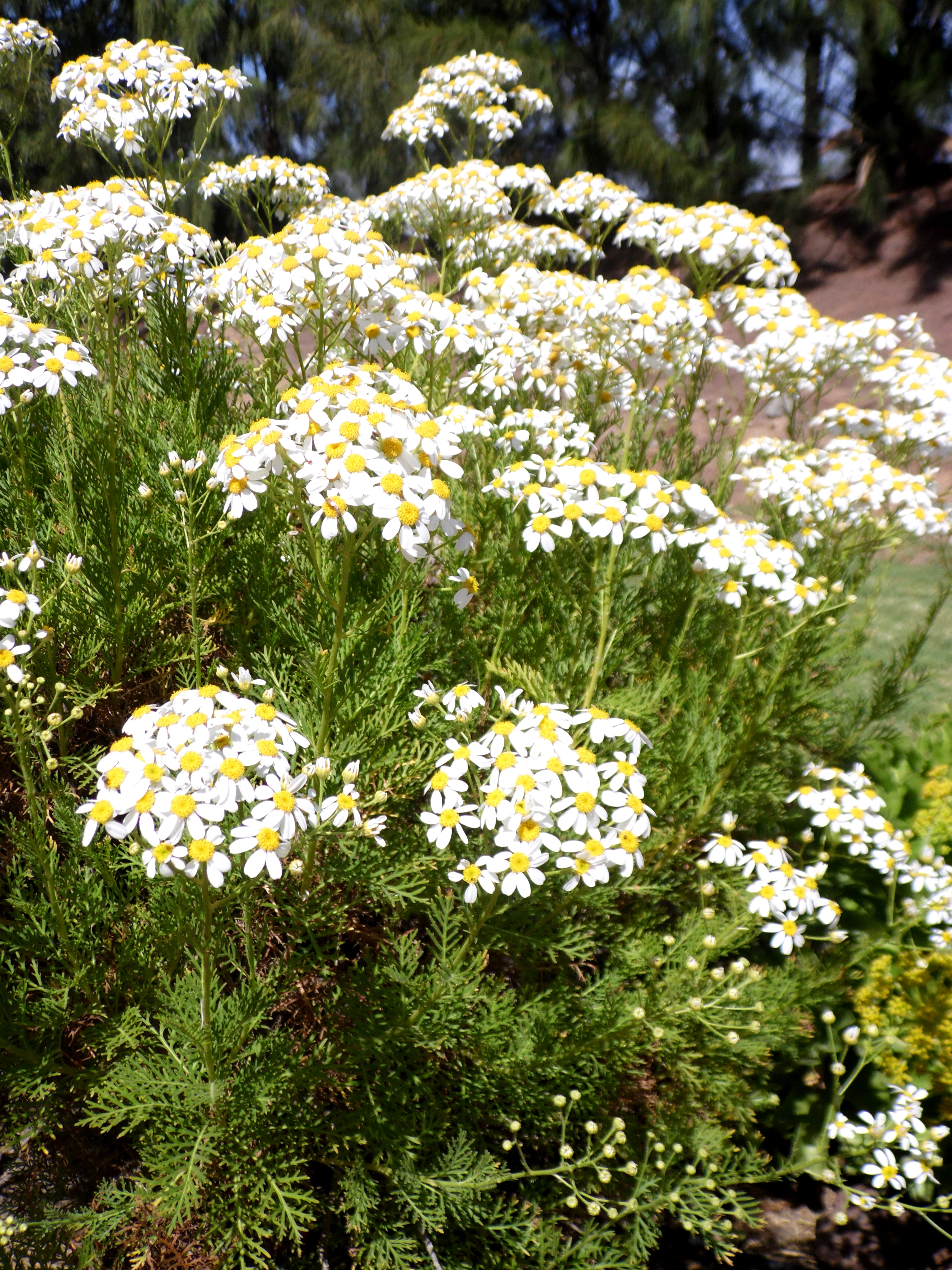
Tanacetum ferulaceum
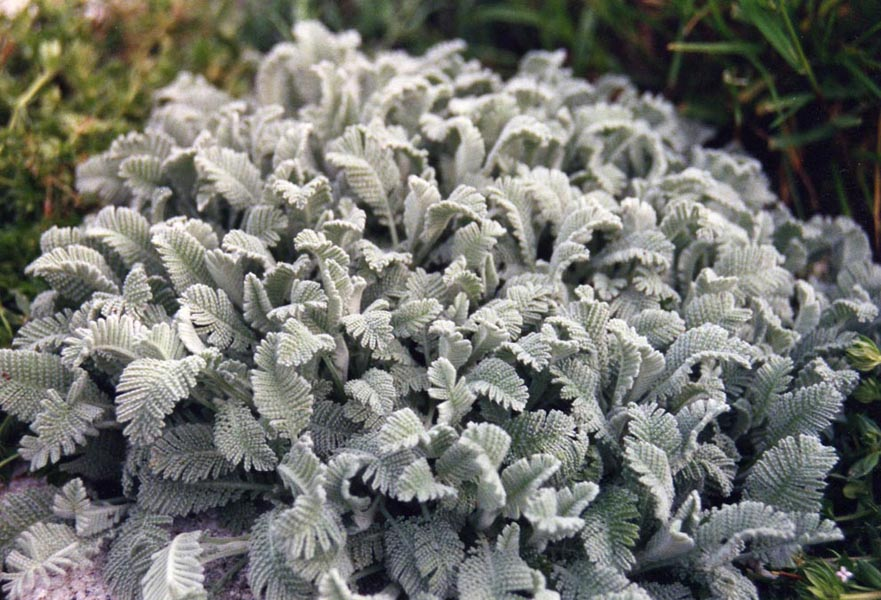
Tanacetum haradjanii
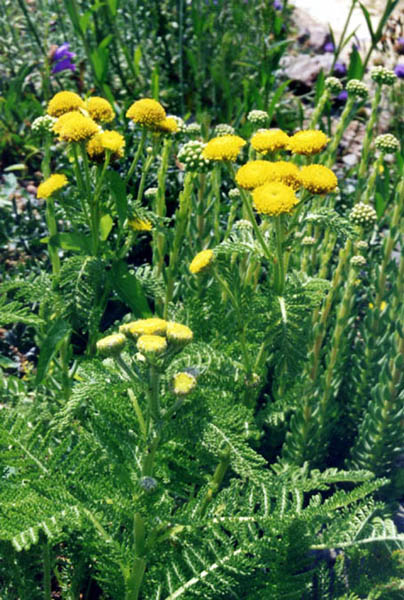
Tanacetum huronense
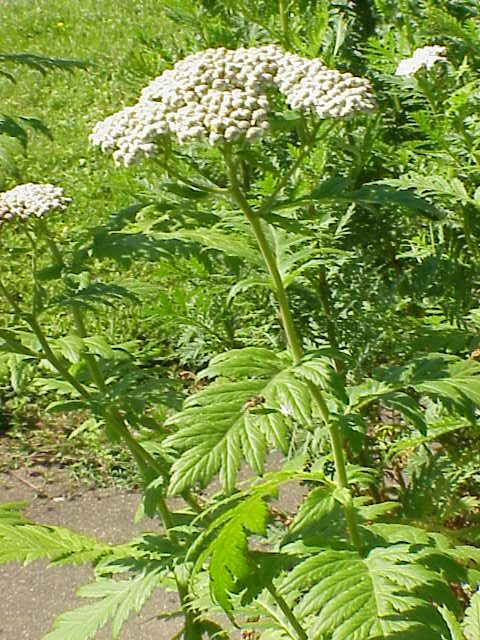
Tanacetum macrophyllum
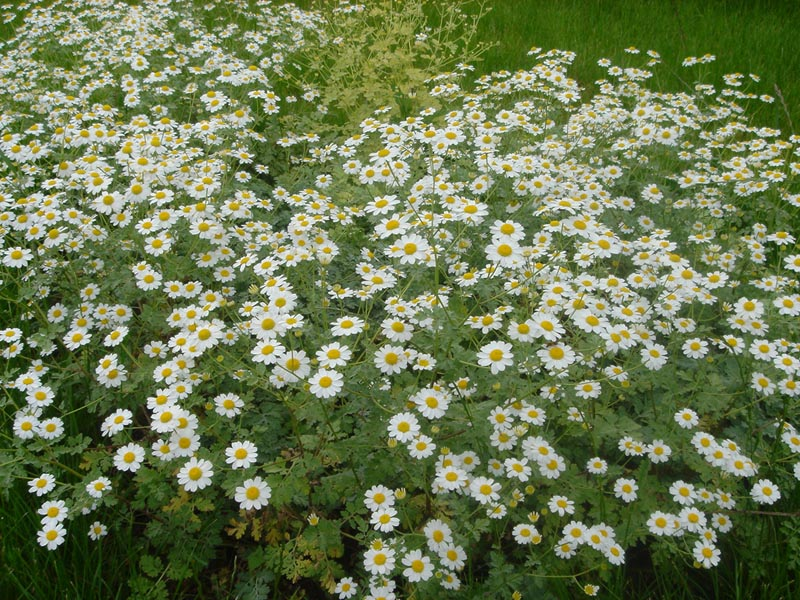
Tanacetum niveum
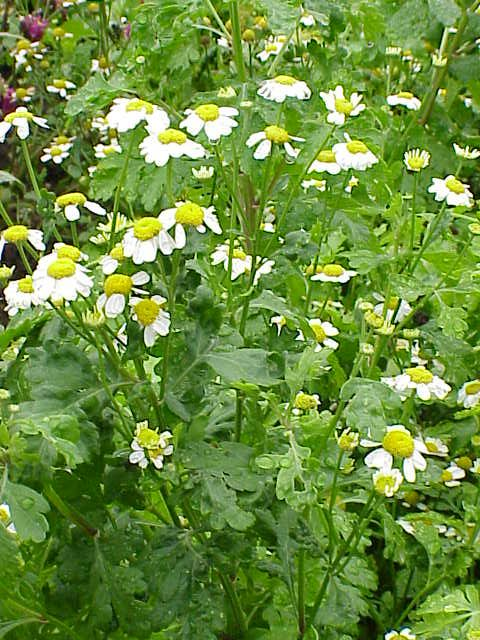
Tanacetum parthenium
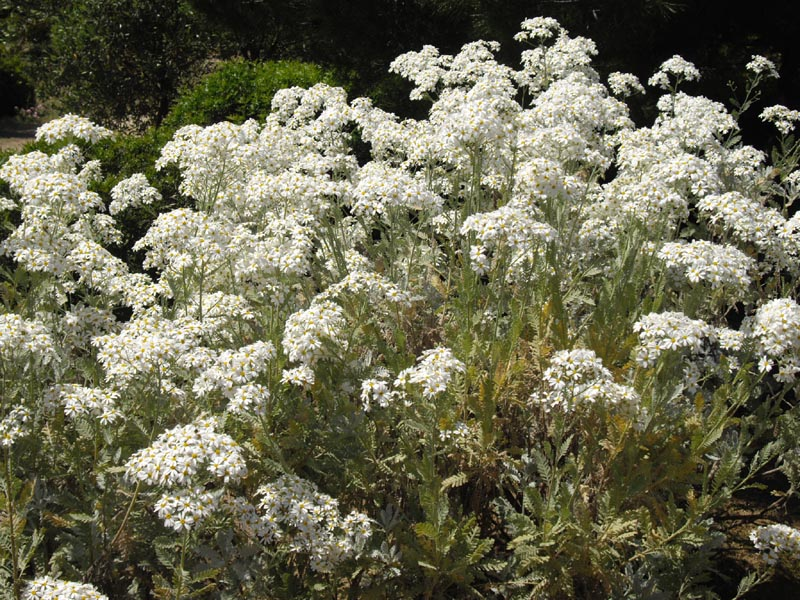
Tanacetum ptarmiciflorum
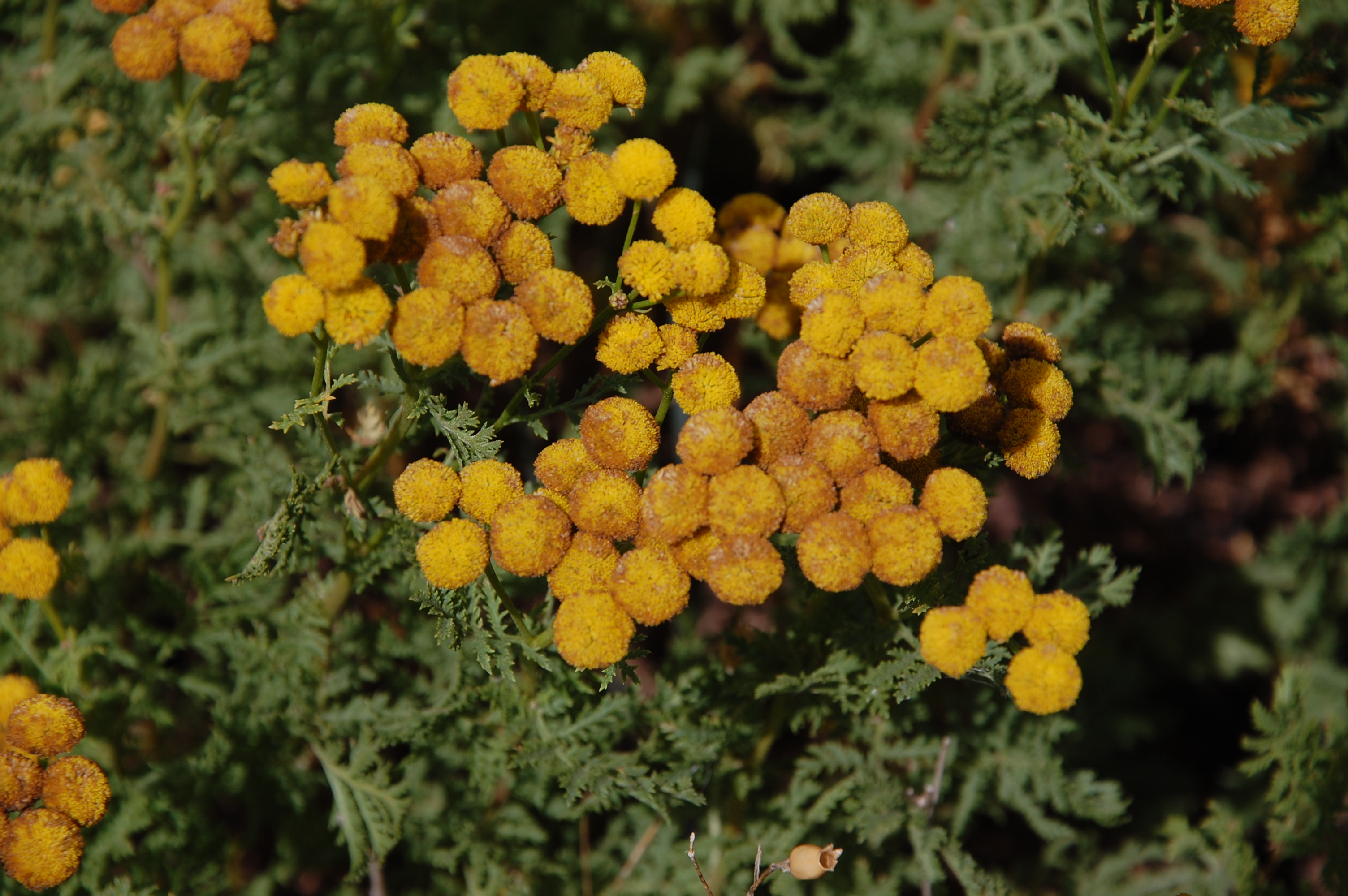
Tanacetum siculum
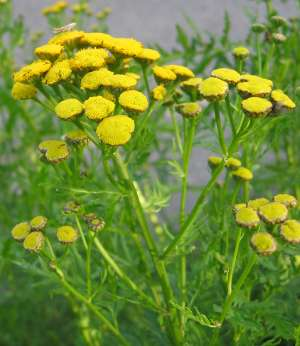
Tanacetum vulgare